# Indian Ridge Country Club (Californië)
De Indian Ridge Country Club is een countryclub in de Verenigde Staten. De club werd opgericht in 1994 en bevindt zich in Palm Desert, Californië. De club beschikt over twee 18-holes golfbanen met een par van 72 en werden allebei ontworpen door de golfbaanarchitect Arnold Palmer.
De twee golfbanen hebben een eigen naam: de Arroyo- en de Grovebaan. De Arroyobaan is het bekendst van de aanwezige waterhindernissen op de golfbaan.
Naast een golfbaan biedt de club aan haar leden ook tennis- , basketbalbanen, een fitnesscentrum, een restaurant en feestzalen voor bepaalde evenementen zoals bruiloften.

## Golftoernooien
- Bob Hope Classic: 1995-1997